# Lještani
Lještani falu Horvátországban, Bród-Szávamente megyében. Közigazgatásilag Okucsányhoz tartozik.

## Fekvése
Bródtól légvonalban 66, közúton 87 km-re északnyugatra, Pozsegától   légvonalban 37, közúton 58 km-re nyugatra, községközpontjától 12 km-re északra, a Psunj-hegység lejtőin, a Rogolica-patak partján fekszik.

## Története
A kora középkorban a lesnicai birtok feküdt az akkor Lesnicának, ma Sloboštinának nevezett patak mentén. Néhány történész szerint a mai Lještaninak a nevében a középkori birtok neve őrződött meg. A település valószínűleg csak török kiűzése után a 18. század elején keletkezett, amikor Boszniából pravoszláv vlachok települtek ide be. Az első katonai felmérés térképén „Dorf Lestany” néven található. Lipszky János 1808-ban Budán kiadott repertóriumában „Liestani” néven szerepel. 
Nagy Lajos 1829-ben kiadott művében „Liestani” néven 79 házzal, 1 katolikus és 400 ortodox vallású lakossal találjuk. A gradiskai határőrezredhez tartozott, majd a katonai közigazgatás megszüntetése után Pozsega vármegyéhez csatolták.
1857-ben 40, 1910-ben 116 lakosa volt. Az 1910-es népszámlálás szerint teljes lakossága szerb anyanyelvű volt. Pozsega vármegye Pakráci járásának része volt. Az első világháború után 1918-ban az új szerb-horvát-szlovén állam, majd később (1929-ben) Jugoszlávia része lett.
1991-től a független Horvátországhoz tartozik. 1991-ben lakosságának 91%-a szerb, 9%-a muszlim volt. A délszláv háború során a település már a háború elején szerb ellenőrzés alá került. 1991. március 1-jén már kitűzték itt a szerb zászlót. 1995. május 1-jén a „Bljesak-95” hadművelet első napján foglalta vissza a horvát hadsereg. A szerb lakosság legnagyobb része elmenekült. 2011-ben a településnek 19 lakosa volt.

## Lakossága
| Lakosság változása | Lakosság változása | Lakosság változása | Lakosság változása | Lakosság változása | Lakosság változása | Lakosság változása | Lakosság változása | Lakosság változása | Lakosság változása | Lakosság változása | Lakosság változása | Lakosság változása | Lakosság változása | Lakosság változása | Lakosság változása |
| ------------------ | ------------------ | ------------------ | ------------------ | ------------------ | ------------------ | ------------------ | ------------------ | ------------------ | ------------------ | ------------------ | ------------------ | ------------------ | ------------------ | ------------------ | ------------------ |
| 1857               | 1869               | 1880               | 1890               | 1900               | 1910               | 1921               | 1931               | 1948               | 1953               | 1961               | 1971               | 1981               | 1991               | 2001               | 2011               |
| 40                 | 52                 | 40                 | 51                 | 79                 | 116                | 101                | 109                | 102                | 90                 | 70                 | 63                 | 44                 | 35                 | 15                 | 19                 |